# Bundesliga niemiecka w piłce siatkowej mężczyzn (2015/2016)
1. Bundesliga niemiecka siatkarzy 2015/2016 − 60. sezon rozgrywek o mistrzostwo Niemiec organizowany przez Deutsche Volleyball Liga (DVL) pod egidą Niemieckiego Związku Piłki Siatkowej (niem. Deutscher Volleyball-Verband, DVV). Zainaugurowany został 23 października 2015 roku i trwał do kwietnia 2016 roku.

## System rozgrywek
- Faza zasadnicza: W fazie zasadniczej uczestniczyło 11 drużyn, które rozegrały ze sobą po dwa spotkania systemem kołowym. Sześć najlepszych zespołów awansowało do fazy play-off, a cztery kolejne utworzyły dwie pary, których zwycięzcy uzupełnili stawkę drużyn rywalizujących w fazie play-off.
- Faza play-off: Faza play-off składała się z ćwierćfinałów (do dwóch zwycięstw), półfinałów (do trzech zwycięstw) oraz finałów (do trzech zwycięstw), które wyłoniły mistrza Niemiec.

## Drużyny uczestniczące
| | 1. Bundesliga 2015/2016   |    |     |
| --- | ------------------------- | -- | --- |
| FRI | VfB Friedrichshafen       | 1  | LM  |
| BER | Berlin Recycling Volleys  | 2  | LM  |
| DÜR | evivo Düren               | 3  | CEV |
| LÜN | SVG Lüneburg              | 4  |     |
| BÜH | TV Ingersoll Bühl         | 5  |     |
| RTB | TV Rottenburg             | 6  |     |
| NKW | Netzhoppers KW-Bestensee  | 7  |     |
| MIT | CV Mitteldeutschland      | 8  |     |
| HER | TSV Herrsching            | 9  |     |
| COG | VSG Coburg/Grub           | 10 |     |
| | Awans z 2. Bundesligi     |    |     |
| UVR | United Volleys Rhein-Main |    |     |
| Oznaczenia: - kolumna pierwsza – skróty nazw drużyn wpisane na mapie (jeśli ta została zamieszczona), - kolumna trzecia – miejsce zajęte przez daną drużynę w poprzednim sezonie. |                           |    |     |

## Hale sportowe
| Klub                      | Hala sportowa              | Liczba miejsc |
| ------------------------- | -------------------------- | ------------- |
| Berlin Recycling Volleys  | Max-Schmeling-Halle        | 8533          |
| TV Ingersoll Bühl         | Großsporthalle             | 1694          |
| VSG Coburg/Grub           | HUK-Coburg arena           | 3524          |
| evivo Düren               | Arena Kreis Düren          | 2600          |
| VfB Friedrichshafen       | ZF-Arena                   | 3944          |
| TSV Herrsching            | Nikolaushalle              | 960           |
| Netzhoppers KW-Bestensee  | Landkost-Arena             | 1000          |
| SVG Lüneburg              | Gellersenhalle             | 800           |
| CV Mitteldeutschland      | Jahrhunderthalle (Spergau) | 2293          |
| United Volleys Rhein-Main | Fraport Arena              | 5002          |
| TV Rottenburg             | Paul Horn-Arena            | 2876          |

## Faza zasadnicza

### Tabela wyników
| Gospodarz \ Gość1         | BER | BÜH | COG | DÜR | FRI | HER | NKW | LÜN | MIT | UVR | RTB |
| ------------------------- | --- | --- | --- | --- | --- | --- | --- | --- | --- | --- | --- |
| Berlin Recycling Volleys  | -   | 3:0 | 3:0 | 3:0 | 1:3 | 3:0 | 3:0 | 3:1 | 3:0 | 3:1 | 3:0 |
| TV Ingersoll Bühl         | 3:2 | -   | 1:3 | 1:3 | 3:2 | 3:1 | 3:2 | 1:3 | 3:0 | 3:1 | 3:2 |
| VSG Coburg/Grub           | 1:3 | 1:3 | -   | 2:3 | 2:3 | 3:2 | 3:1 | 3:2 | 1:3 | 0:3 | 3:2 |
| evivo Düren               | 0:3 | 3:1 | 3:1 | -   | 1:3 | 3:0 | 3:0 | 3:1 | 3:1 | 0:3 | 3:0 |
| VfB Friedrichshafen       | 0:3 | 3:0 | 3:0 | 3:1 | -   | 3:0 | 3:0 | 3:1 | 3:0 | 3:2 | 3:0 |
| TSV Herrsching            | 1:3 | 3:1 | 3:1 | 0:3 | 0:3 | -   | 3:0 | 3:2 | 3:0 | 3:0 | 3:0 |
| Netzhoppers KW-Bestensee  | 1:3 | 2:3 | 3:0 | 1:3 | 0:3 | 3:1 | -   | 0:3 | 3:0 | 0:3 | 3:0 |
| SVG Lüneburg              | 3:2 | 3:0 | 3:2 | 3:0 | 3:1 | 3:1 | 3:0 | -   | 3:2 | 1:3 | 3:1 |
| CV Mitteldeutschland      | 0:3 | 3:2 | 2:3 | 1:3 | 0:3 | 3:0 | 2:3 | 0:3 | -   | 0:3 | 3:2 |
| United Volleys Rhein-Main | 0:3 | 3:1 | 3:0 | 3:0 | 2:3 | 3:0 | 3:1 | 3:0 | 3:0 | -   | 3:0 |
| TV Rottenburg             | 0:3 | 1:3 | 3:0 | 3:1 | 0:3 | 1:3 | 3:1 | 0:3 | 2:3 | 2:3 | -   |

Źródło: 
1 Drużyna gospodarzy jest wymieniona po lewej stronie tabeli.
Kolory:
  zwycięstwo gospodarzy 3:0 lub 3:1
  zwycięstwo gospodarzy 3:2
  zwycięstwo gości 3:0 lub 3:1
  zwycięstwo gości 3:2

### Tabela fazy zasadniczej
| Lp. | Drużyna                   | Pkt | Mecze | Mecze | Mecze | Rodzaj wyniku | Rodzaj wyniku | Rodzaj wyniku | Rodzaj wyniku | Rodzaj wyniku | Rodzaj wyniku | Sety | Sety | Sety  | Małe punkty | Małe punkty | Małe punkty |
| Lp. | Drużyna                   | Pkt | M     | W     | P     | 3:0           | 3:1           | 3:2           | 2:3           | 1:3           | 0:3           | wyg. | prz. | stos. | zdob.       | str.        | stos.       |
| --- | ------------------------- | --- | ----- | ----- | ----- | ------------- | ------------- | ------------- | ------------- | ------------- | ------------- | ---- | ---- | ----- | ----------- | ----------- | ----------- |
| 1   | Berlin Recycling Volleys  | 53  | 20    | 17    | 3     | 12            | 5             | 0             | 2             | 1             | 0             | 56   | 14   | 4     | 1712        | 1464        | 1.17        |
| 2   | VfB Friedrichshafen       | 49  | 20    | 17    | 3     | 10            | 4             | 3             | 1             | 1             | 1             | 54   | 19   | 2.84  | 1723        | 1507        | 1.14        |
| 3   | United Volleys Rhein-Main | 43  | 20    | 14    | 6     | 10            | 3             | 1             | 2             | 2             | 2             | 48   | 23   | 2.09  | 1661        | 1457        | 1.14        |
| 4   | SVG Lüneburg              | 38  | 20    | 13    | 7     | 6             | 4             | 3             | 2             | 4             | 1             | 47   | 31   | 1.52  | 1810        | 1721        | 1.05        |
| 5   | evivo Düren               | 35  | 20    | 12    | 8     | 4             | 7             | 1             | 0             | 3             | 5             | 39   | 33   | 1.18  | 1640        | 1603        | 1.02        |
| 6   | TV Ingersoll Bühl         | 26  | 20    | 10    | 10    | 1             | 4             | 5             | 1             | 6             | 3             | 38   | 44   | 0.86  | 1796        | 1832        | 0.98        |
| 7   | TSV Herrsching            | 24  | 20    | 8     | 12    | 4             | 3             | 1             | 1             | 4             | 7             | 30   | 41   | 0.73  | 1544        | 1600        | 0.97        |
| 8   | Netzhoppers KW-Bestensee  | 16  | 20    | 5     | 15    | 3             | 1             | 1             | 2             | 5             | 8             | 24   | 48   | 0.5   | 1465        | 1696        | 0.86        |
| 9   | CV Mitteldeutschland      | 15  | 20    | 5     | 15    | 1             | 1             | 3             | 3             | 2             | 10            | 23   | 52   | 0.44  | 1541        | 1713        | 0.9         |
| 10  | TV Rottenburg             | 14  | 20    | 3     | 17    | 1             | 2             | 0             | 5             | 3             | 9             | 22   | 53   | 0.42  | 1599        | 1740        | 0.92        |
| 11  | VSG Coburg/Grub           | 81  | 20    | 6     | 14    | 0             | 2             | 4             | 3             | 5             | 6             | 29   | 52   | 0.56  | 1698        | 1856        | 0.91        |

Źródło: volleyball-bundesliga.de
Punktacja: 3:0 i 3:1 – 3 pkt; 3:2 – 2 pkt; 2:3 – 1 pkt; 1:3 i 0:3 – 0 pkt
Zasady ustalania kolejności: 1. liczba punktów; 2. liczba zwycięstw; 3. stosunek setów; 4. stosunek małych punktów
     faza play-off
     kwalifikacje do fazy play-off
     Spadek
1 Odjęte 9 punktów

## Faza play-off

### Kwalifikacje do play-off
(do 2 zwycięstw)
| Data                     | Gospodarz                | Rezultat                                | Gość                     |
| ------------------------ | ------------------------ | --------------------------------------- | ------------------------ |
| TSV Herrsching           | TSV Herrsching           | 2 – 0                                   | TV Rottenburg            |
| 17.03.2016               | TSV Herrsching           | 3:0 (25:16, 25:22, 25:20)               | TV Rottenburg            |
| 19.03.2016               | TV Rottenburg            | 2:3 (21:25, 28:26, 25:23, 18:25, 10:15) | TSV Herrsching           |
| Netzhoppers KW-Bestensee | Netzhoppers KW-Bestensee | 0 – 2                                   | CV Mitteldeutschland     |
| 16.03.2016               | Netzhoppers KW-Bestensee | 1:3 (25:23, 23:25, 18:25, 18:25)        | CV Mitteldeutschland     |
| 19.03.2016               | CV Mitteldeutschland     | 3:2 (25:20, 25:19, 23:25, 23:25, 15:13) | Netzhoppers KW-Bestensee |

### Drabinka
|  | Ćwierćfinały | Ćwierćfinały              | Ćwierćfinały | Ćwierćfinały | Ćwierćfinały | Ćwierćfinały |  |  | Półfinały | Półfinały                 | Półfinały | Półfinały | Półfinały | Półfinały |  |  | Finały | Finały                   | Finały | Finały | Finały | Finały | Finały | Finały |
|  |              |                           |              |              |              |              |  |  |           |                           |           |           |           |           |  |  |        |                          |        |        |        |        |        |        |
|  |              |                           |              |              |              |              |  |  |           |                           |           |           |           |           |  |  |        |                          |        |        |        |        |        |        |
|  |              |                           |              |              |              |              |  |  |           |                           |           |           |           |           |  |  |        |                          |        |        |        |        |        |        |
|  | 1            | Berlin Recycling Volleys  | 2            | 3            | 3            |              |  |  |           |                           |           |           |           |           |  |  |        |                          |        |        |        |        |        |        |
|  | Q2           | CV Mitteldeutschland      | 0            | 0            | 0            |              |  |  |           |                           |           |           |           |           |  |  |        |                          |        |        |        |        |        |        |
|  |              |                           |              |              |              |              |  |  | 1         | Berlin Recycling Volleys  | 2         | 3         | 3         |           |  |  |        |                          |        |        |        |        |        |        |
|  |              |                           |              |              |              |              |  |  | 4         | SVG Lüneburg              | 0         | 2         | 2         |           |  |  |        |                          |        |        |        |        |        |        |
|  | 5            | evivo Düren               | 0            | 2            | 1            |              |  |  |           |                           |           |           |           |           |  |  |        |                          |        |        |        |        |        |        |
|  | 4            | SVG Lüneburg              | 2            | 3            | 3            |              |  |  |           |                           |           |           |           |           |  |  |        |                          |        |        |        |        |        |        |
|  |              |                           |              |              |              |              |  |  |           |                           |           |           |           |           |  |  | 1      | Berlin Recycling Volleys | 3      | 3      | 3      | 3      |        |        |
|  |              |                           |              |              |              |              |  |  |           |                           |           |           |           |           |  |  | 2      | VfB Friedrichshafen      | 0      | 1      | 2      | 0      |        |        |
|  | 3            | United Volleys Rhein-Main | 2            | 3            | 3            |              |  |  |           |                           |           |           |           |           |  |  |        |                          |        |        |        |        |        |        |
|  | 6            | TV Ingersoll Bühl         | 0            | 0            | 0            |              |  |  |           |                           |           |           |           |           |  |  |        |                          |        |        |        |        |        |        |
|  |              |                           |              |              |              |              |  |  | 3         | United Volleys Rhein-Main | 1         | 3         | 0         | 0         |  |  |        |                          |        |        |        |        |        |        |
|  |              |                           |              |              |              |              |  |  | 2         | VfB Friedrichshafen       | 2         | 2         | 3         | 3         |  |  |        |                          |        |        |        |        |        |        |
|  | Q1           | TSV Herrsching            | 0            | 1            | 1            |              |  |  |           |                           |           |           |           |           |  |  |        |                          |        |        |        |        |        |        |
|  | 2            | VfB Friedrichshafen       | 2            | 3            | 3            |              |  |  |           |                           |           |           |           |           |  |  |        |                          |        |        |        |        |        |        |

### Ćwierćfinały
(do 2 zwycięstw)
| Data                      | Gospodarz                 | Rezultat                               | Gość                      |
| ------------------------- | ------------------------- | -------------------------------------- | ------------------------- |
| Berlin Recycling Volleys  | Berlin Recycling Volleys  | 2 – 0                                  | CV Mitteldeutschland      |
| 26.03.2016                | Berlin Recycling Volleys  | 3:0 (25:18, 25:19, 25:23)              | CV Mitteldeutschland      |
| 06.04.2016                | CV Mitteldeutschland      | 0:3 (18:25, 17:25, 21:25)              | Berlin Recycling Volleys  |
| SVG Lüneburg              | SVG Lüneburg              | 2 – 0                                  | evivo Düren               |
| 26.03.2016                | SVG Lüneburg              | 3:2 (25:23, 23:25, 25:21, 16:25, 15:8) | evivo Düren               |
| 30.03.2016                | evivo Düren               | 1:3 (17:25, 25:23, 23:25, 26:28)       | SVG Lüneburg              |
| United Volleys Rhein-Main | United Volleys Rhein-Main | 2 – 0                                  | TV Ingersoll Bühl         |
| 19.03.2016                | United Volleys Rhein-Main | 3:0 (25:20, 25:14, 25:19)              | TV Ingersoll Bühl         |
| 23.03.2016                | TV Ingersoll Bühl         | 0:3 (20:25, 21:25, 23:25)              | United Volleys Rhein-Main |
| VfB Friedrichshafen       | VfB Friedrichshafen       | 2 – 0                                  | TSV Herrsching            |
| 26.03.2016                | VfB Friedrichshafen       | 3:1 (25:15, 25:17, 20:25, 25:14)       | TSV Herrsching            |
| 31.03.2016                | TSV Herrsching            | 1:3 (33:31, 20:25, 14:25, 14:25)       | VfB Friedrichshafen       |

### Półfinały
(do 2 zwycięstw)
| Data                     | Gospodarz                 | Rezultat                                | Gość                      |
| ------------------------ | ------------------------- | --------------------------------------- | ------------------------- |
| Berlin Recycling Volleys | Berlin Recycling Volleys  | 2 – 0                                   | SVG Lüneburg              |
| 12.04.2016               | Berlin Recycling Volleys  | 3:2 (25:20, 26:24, 23:25, 18:25, 15:12) | SVG Lüneburg              |
| 16.04.2016               | SVG Lüneburg              | 2:3 (28:26, 28:26, 23:25, 28:30, 11:15) | Berlin Recycling Volleys  |
| VfB Friedrichshafen      | VfB Friedrichshafen       | 2 – 1                                   | United Volleys Rhein-Main |
| 13.04.2016               | VfB Friedrichshafen       | 2:3 (25:21, 25:19, 9:25, 28:30, 8:15)   | United Volleys Rhein-Main |
| 16.04.2016               | United Volleys Rhein-Main | 0:3 (23:25, 19:25, 19:25)               | VfB Friedrichshafen       |
| 21.04.2016               | VfB Friedrichshafen       | 3:0 (25:19, 25:20, 25:14)               | United Volleys Rhein-Main |

### Finał
(do 3 zwycięstw)
| Data                     | Gospodarz                | Rezultat                                | Gość                     |
| ------------------------ | ------------------------ | --------------------------------------- | ------------------------ |
| Berlin Recycling Volleys | Berlin Recycling Volleys | 3 – 0                                   | VfB Friedrichshafen      |
| 24.04.2016               | Berlin Recycling Volleys | 3:1 (25:21, 25:23, 23:25, 25:19)        | VfB Friedrichshafen      |
| 28.04.2016               | VfB Friedrichshafen      | 2:3 (25:13, 21:25, 23:25, 25:18, 17:19) | Berlin Recycling Volleys |
| 01.05.2016               | Berlin Recycling Volleys | 3:0 (26:24, 25:16, 25:21)               | VfB Friedrichshafen      |

## Klasyfikacja końcowa
| Lp. | Drużyna                   |
| --- | ------------------------- |
| 1.  | Berlin Recycling Volleys  |
| 2.  | VfB Friedrichshafen       |
| 3.  | United Volleys Rhein-Main |
| 4.  | SVG Lüneburg              |
| 5.  | evivo Düren               |
| 6.  | TV Ingersoll Bühl         |
| 7.  | TSV Herrsching            |
| 8.  | Netzhoppers KW-Bestensee  |
| 9.  | CV Mitteldeutschland      |
| 10. | TV Rottenburg             |
| 11. | VSG Coburg/Grub           |